# マット・ルブランの元気か〜い?ハリウッド!
『マット・ルブランの元気か〜い？ハリウッド！』（マット・ルブランのげんきか〜い ハリウッド、原題: Episodes）は、イギリス・BBCとアメリカ・ショウタイム製作のシットコム。2011年に第1シリーズが放送、2012年に第2シリーズが放送、2017年に最終第５シーズンで終了した。製作総指揮・脚本はデヴィッド・クレーン、監督はジェームズ・グリフィス。
日本では、第1シーズンが2011年11月からWOWOWの「コメディバザール」枠で放送している。また、「コメディバザール」枠で初めての日本語吹替版作品でもある。なお、このドラマでは日本語表記がマット・ルブランクからマット・ルブランに変更されている。

## あらすじ
仲の良い脚本家夫婦のショーンとベヴァリーは、自身の作品をハリウッドでリメイクするためにハリウッドに引っ越す。リメイクでは主演俳優をベテラン俳優を予定していたが、マット・ルブランに交代となってしまう。

## 出演
- マット・ルブラン - マット・ルブランク（声：平田広明）
- ペヴァリー・リンカーン - タムシン・グレイグ（声：小宮和枝）
- ショーン・リンカーン - スティーヴン・マンガン（声：永井誠）
- マーク・ラピダス - ジョン・パンコウ（声：岩崎ひろし）
- キャロル・ランス - キャスリーン・ローズ・パーキンス（声：寺田はるひ）
- モーニング・ランドルフ - マーセア・モンロー（声：豊口めぐみ）

## エピソード
| シーズン | シーズン | 話数 | 話数 | 放送期間      | 放送期間      |
| シーズン | シーズン | 話数 | 話数 | 初回放送      | 最終回放送    |
| -------- | -------- | ---- | ---- | ------------- | ------------- |
|          | 1        | 7    | 7    | 2011年1月9日  | 2011年2月20日 |
|          | 2        | 9    | 9    | 2012年5月11日 | 2012年7月6日  |
|          | 3        | 9    | 9    | 2014年1月12日 | 2014年3月16日 |
|          | 4        | 9    | 9    | 2015年1月11日 | 2015年3月15日 |
|          | 5        | 7    | 7    | 2017年8月20日 | 2017年10月8日 |

### シーズン1
1. マット・ルブランが帰ってきた! / Episode One
2. マットの懐柔作戦 / Episode Two
3. マットは男の憧れ / Episode Three
4. マットの親権争い / Episode Four
5. マット、浮気のススメ / Episode Five
6. マットとの事故 / Episode Six
7. マットはシナモンの香り / Episode Seven

## 受賞歴

### 受賞
- 第69回ゴールデングローブ賞テレビ部門主演男優賞（コメディ・ミュージカル部門） - マット・ルブランク